# Envie et gratitude
Pour les articles homonymes, voir Envie (homonymie) et Gratitude.
L'envie et la gratitude sont deux concepts psychanalytiques opposés en même temps qu'associés dans l'œuvre de Melanie Klein.

## Définition
Comme beaucoup de termes kleiniens, « celui d'envie s'oppose à un autre : gratitude ». Dans l'œuvre de Melanie Klein, le terme d'envie apparaît en 1924, celui de gratitude seulement en 1957 (Envy and Gratitude, Londres, 1957). Selon Élisabeth Roudinesco et Michel Plon, l'envie désigne « un sentiment primaire inconscient d'avidité à l'égard d'un objet que l'on veut détruire ou endommager » : chez le nourrisson, cette « agressivité primaire » s'adresse d'abord au sein de la mère. La notion de gratitude s'inscrit dans la dialectique du « dualisme amour/haine ».

### Envie
Melanie Klein définit l'envie comme « le sentiment « hargneux » que l'autre possède et jouit de quelque chose désirable – la pulsion envieuse consistant à l'enlever ou à le corrompre. » D'une certaine manière l'envie de Melanie Klein se rattache à l'envie du pénis théorisée par Sigmund Freud, mais comme le souligne Hanna Segal ce dernier avait négligé chez l'homme « l'envie de puissance d'un autre homme ou des propriétés et conditions féminines » ou chez les femmes « l'envie envers une autre femme ». Pour Roudinesco et Plon, Klein étend la notion d' « envie »  au-delà de la catégorie de l'envie du pénis étudiée par Freud dans le cadre de la sexualité féminine, en lui donnant « une extension beaucoup plus grande et centrale dans l'histoire de la relation d'objet ».
Melanie Klein, citée par Phyllis Grosskurth, différencie l'envie de la jalousie dans la mesure où cette dernière se déroule dans un scénario inconscient à trois (triangulation œdipienne) alors que l'envie repose sur un scénario à l'objet primaire exclusivement, dans une relation duelle. Dans une lettre de 1952, M. Klein écrit en effet : « Vous traduisez « jalousait », tandis qu'en anglais c'est envie. L'envie et la jalousie ne sont pas synonymes et je serais très contente que vous parveniez à faire sentir la différence en utilisant « enviait » au lieu de « jalousait » ». Elle distingue aussi ce qu'elle appelle envie primaire de « l'envie » au sens habituel qu'elle lui donne. L'envie primaire est liée à l'identification projective et à un processus désintégratif au sein du moi. C'est aussi dans ce texte qu'elle introduit un concept important, celui de confusion comme processus actif et défensif appartenant plutôt à la position schizo-paranoïde, le concept sera développé par Herbert Rosenfeld.
L'envie, selon les kleiniens, est une des manifestations de la pulsion de mort (au sens kleinien du terme, c'est-à-dire dans une dualité originaire) dans la mesure où ce qui est envié, c'est précisément ce qui est « bon » chez l'autre et que l'enjeu n'est pas simplement de se l'approprier mais de le détruire, notamment parce qu'il stigmatise la dépendance (néoténie) et l'incapacité du nourrisson à satisfaire lui-même ses besoins. Elle est prédominante dans la position schizo-paranoïde. Klein oscille dans ses textes entre deux positions, d'une part l'envie serait « primaire et innée » (1924)[réf. à confirmer] et, d'autre part, elle résulterait d'une frustration infantile (1932). Pour le kleinisme, ce débat entre vie interne, influence du monde extérieur et inné n'a jamais été si prégnant que pour cette notion d'envie; si bien, que des analystes sont convaincus que l'envie ne s'analyse pas puisqu'elle serait innée (fatale...) alors que d'autres, renforcés par les théories de Donald Winnicott pensent qu'elle est due à une mauvaise expérience accessible à l'analyse.

### Gratitude
La gratitude est ainsi un concept de Melanie Klein en lien avec celui de l'envie. Elle s'oppose à l'envie en tant que besoin et exprime au contraire un sentiment de satisfaction envers l'objet, ce qui permet à l'enfant de percevoir le « bien », c’est-à-dire de distinguer ce qui est bon pour lui. « Mais le bébé est aussi capable d'éprouver de la gratitude pour les bonnes choses et les plaisirs reçus ».
La gratitude représente l'entrée dans la position dépressive. Elle résulte de l'expérience d'une relation « suffisamment bonne » et d'un renoncement aux défenses maniaques, à l'idéalisation et à la destructivité propre au vécu de la position schizo-paranoïde. L'objet n'est plus tout puissant dans sa destructivité et sa bonté, le clivage d'objet fait place à l'ambivalence et la capacité de réparation prend le dessus. Cette gratitude ressentie envers l'objet primaire construit les capacités de l'enfant à aimer et à créer des relations amoureuses. Si l'envie (sous entendu du bon sein) est trop intense, la sensation de gratitude totale est impossible, ce qui est selon les psychanalystes Kleiniens, normal, nécessaire et moteur dans la construction de l'enfant.

## Envie et Gratitude(1957)
Le livre de Melanie Klein Envie et Gratitude (Envy and Gratitude) parait en 1957 à Londres chez Hogarth Press. Sa traduction française chez Gallimard dans la collection « Connaissance de l'inconscient » date de 1968. D'après Robert D. Hinshelwood, c'est « la dernière contribution majeure de Melanie Klein à la théorie psychanalytique ». Il s'agit d'une « version élargie » de sa communication au congrès international de psychanalyse de Genève en 1955, intitulée « A study of envy and gratitude ».

### Texte de référence
- Melanie Klein : Envie et gratitude et autres essais (Londres, 1957), Ed.: Gallimard, coll.: Tel, 1978,  (ISBN 2070297802).

### Études
: document utilisé comme source pour la rédaction de cet article.
- Phyllis Grosskurth, Melanie Klein, p. 537, PUF- Quadrige, 1990,  (ISBN 2130523641).
- Robert D. Hinshelwood, « Envie et Gratitude », dans Alain de Mijolla (dir.), Dictionnaire international de la psychanalyse, Paris, Hachette-Littérature, 2005, p. 551-552.
- Elisabeth Roudinesco et Michel Plon, Dictionnaire de la psychanalyse, Paris, Fayard, coll. « La Pochothèque », 2011 (1re éd. 1997), 1789 p. (ISBN 978-2-253-08854-7), « Envie », p. 384.
- Hanna Segal: Introduction à l'œuvre de Melanie Klein., Paris : Presses Universitaires de France - PUF, 2011  (ISBN 213058571X)